# Шевченківська сільська рада (Росія)
Шевче́нківська сільська рада (рос. Шевченковский сельский совет) — муніципальне утворення у складі Мелеузівського району Башкортостану, Росія. Адміністративний центр — присілок Антоновка.

## Населення
Населення — 592 особи (2019, 664 в 2010, 613 в 2002).

## Склад
До складу поселення входять такі населені пункти:
| Населений пункт     | Населення, осіб (2002) | Населення, осіб (2010) |
| ------------------- | ---------------------- | ---------------------- |
| Антоновка, присілок | 370                    | 443                    |
| Конаревка, присілок | 109                    | 94                     |
| Озерки, присілок    | 134                    | 127                    |